# Den Serbiske Republik Krajina
Den Serbiske Republik Krajina (serbisk: Република Српска Крајина, РСК), var en ikke anerkendt republik som nu ligger i Kroatien. Krajina, som tog sit navn efter Militærgrænsen, var især beboet af serbere, og omfattede dels et større område ved grænsen mellem Kroatien og Bosnien-Hercegovina, dels et mindre område i det østlige Slavonien ved grænsen mellem Kroatien og Serbien. Serberne i Krajina erklærede sig uafhængig fra Kroatien i 1991, lige efter Kroatien erklærede sig uafhængige fra Jugoslavien. De blev dog ikke anerkendte internationalt. Kerneområdet i Krajina blev i 1995 erobret af kroaterne i Operation Storm ledet af Ante Gotovina, hvorefter udbryderrepublikken gik i opløsning. Området i det østlige Slavonien overgik til mere direkte styer fra Serbien, men blev flyttet tilbage til Kroatien af FN ved en fredelig aftale i 1998.
44°02′33″N 16°11′57″Ø / 44.0425°N 16.1992°Ø